# 練愛iNG
《練愛iNG》（英語：Acting Out Of Love），是一部於2020年上映的臺灣愛情喜劇電影，是林暐恆（阿Ken）執導電影處女作，由林暐恆、紀培慧、陳嘉樺、辛龍領銜主演，2020年3月13日於臺灣上映。

## 演員陣容

### 主要角色
| 演員姓名 | 角色名稱 | 介紹 |
| 林暐恆   | 魏宏仁   | 表演科班出身，夢想當演員，卻只能在片場當臨演兼打雜。以幫助惠欣完成導演要求撰寫的愛情片腳本大綱為由，協定兩人練習約會。                                                                   |
| 紀培慧   | 惠欣     | 長相亮麗，但個性冷淡，且非常獨立的女孩子。因為希望導演能幫忙寫申請出國念書的推薦信，才接下副導演一職，沒想到被導演要求撰寫一篇愛情片的腳本大綱。在與魏宏仁達成協議後，兩人開始練習約會。 |
| 陳嘉樺   | 小芳     | 魏宏仁工作的古裝劇組裡，精明可愛的化妝師。 |
| 辛龍     | 鄭哥     | 魏宏仁工作的古裝劇組裡，兇狠但純情的製片。 |

### 其他角色
| 演員姓名 | 角色名稱   | 介紹                                                                                                   |
| 彭康育   | 阿俊       | 魏宏仁的好友。提供不少把妹招數給魏宏仁。                                                               |
| 哈孝遠   | 嘉合       | 魏宏仁的好友。提供不少把妹招數給魏宏仁，還會舉辦聯誼party。工作經驗豐富，做過動物園管理員。            |
| 馮凱     | 馮導       | 魏宏仁工作的古裝劇導演。答應要幫惠欣寫出國推薦信，前提是她完成一部愛情片的腳本大綱。                   |
| 曾國城   | 曾國城     | 節目主持人。                                                                                           |
| 周杰倫   | 周杰倫     | 亞洲天王。                                                                                             |
| 黃鴻升   | 哈哈哥     | 遊樂園中砸水球攤位的老闆。                                                                             |
| 徐淳耕   | 阿寶       | 魏宏仁的好友，娶得美嬌娘，人人稱羨                                                                     |
| 蔡淑臻   | 寶嫂       | 阿寶的老婆。                                                                                           |
| 溫昇豪   | 溫昇豪     | 和鄭哥有交情，因此來幫忙客串演出古裝劇。                                                               |
| 吳可熙   |            | 魏宏仁前女友。                                                                                         |
| 劉冠廷   | 古裝戲演員 | 副業開餐廳，搭訕副導惠欣                                                                               |
| 陳怡叡   | 球球       | 阿俊的辣妹女友。曾被阿俊搭訕後放鳥，在書店巧遇，並在大庭廣眾下給阿俊顏色瞧瞧。從此讓阿俊對她死心踏地。 |
| 何潔柔   | 小蘋果     | 童星                                                                                                   |
| 古拉     | 澎澎       | 跟魏宏仁一起在劇組工作的臨演。                                                                         |
| 華森     | 丁滿       | 跟魏宏仁一起在劇組工作的臨演。                                                                         |
| 柯柏羽   |            | 最後魏宏仁試鏡的導演。                                                                                 |

### 特別客串
| 演員姓名 | 角色名稱 | 介紹                                   |
| 吳昱萱   | 超跑車模 | 在跑車車頂上的辣模。                   |
| 林羿禎   | 夜店正妹 | 魔術師表演魔術時，被趁機要電話的正妹。 |
| 宋逸民   | 宋逸民   | 劇中劇男主角。                         |

## 外部連結
- 練愛iNG的Facebook專頁
- 開眼電影網上《練愛iNG》的資料（繁體中文）
- Yahoo奇摩電影上《練愛iNG》的資料（繁體中文）
- 雅虎香港電影上《練愛iNG》的資料（繁體中文）
- 豆瓣电影上《練愛iNG》的資料 （简体中文）
- 台灣電影網上《練愛iNG》的資料（繁體中文）